# Pandolfo Petrucci

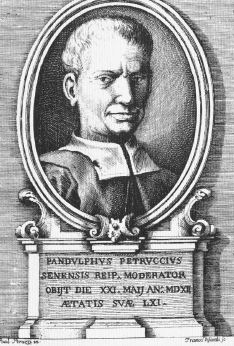
Pandolfo Petrucci, Kupferstich

Pandolfo Petrucci (* um 1452; † 21. Mai 1512 in San Quirico d’Orcia), Kaufmann, galt als Tyrann in der Republik Siena, in der er ein politisches Amt innehatte.

## Leben

### Aufstieg zum Tyrannen von Siena (1487–1494)
Wegen des in Siena tobenden Bürgerkriegs verbrachte er den größten Teil seiner Jugend im Exil. Als der sogenannte Monte de’ Nove am 21. Juni 1487 das Parteiregiment des Monte del Popolo stürzte, stieg er an der Seite seines Bruders Iacopo und an der Seite der verbündeten Familie der Belanti zur Herrschaft auf. Mit Blick auf die Fraktionen galt für das Siena jener Zeit, dass die sogenannten Monti als alte Gruppierungen überkommen waren, im Monte de’ Nove und im Monte del Popolo jedoch die maßgeblich gegeneinander wirkenden Kräfte versammelten.

### Unterstützung der Feinde von Florenz (ab 1494)
Lorenzo il Magnifico, der führende Politiker von Florenz, war bis 1492 mit dem Siena der Petrucci verbündet. Hernach führte sein Sohn Piero di Lorenzo de’ Medici die Beziehungen bis 1494 fort und teilte auch die gemeinsame Parteinahme gegen Karl VIII. von Frankreich, als jener seinen Zug zur Eroberung des Königreichs Neapel antrat. Allerdings erwirkten die Gegenwart der Franzosen in Italien und ihr absehbarer Südmarsch Parteiunruhen in Siena, über die im Oktober 1494 die Petrucci die Macht preiszugeben hatten. Die Vertreibung der Medici aus Florenz folgte wenige Tage später.
Als Karl VIII. nach der Eroberung des Königreichs Neapel durch die Liga von Venedig vom April 1495 zum Rückzug gegen Norden gezwungen war, unterließ er nicht, etwa am 13. Juni 1495 erneut eine Volksregierung in Siena zu bestätigen und einen Gouverneur zu hinterlassen. Gleichwohl überdauerte dieser Zustand nicht, da mit dem Weichen der französischen Macht auch das Regiment in Siena zusammenbrach und somit die Petrucci im Sommer 1495 wieder in ihre alte Position aufstiegen. Bereits im Herbst des Jahres waren sie die Wirte des gleichfalls auf Rückkehr hoffenden Piero de' Medici und boten mehrfach eine Art Ausgangsbasis für dessen Einkreisung von Florenz. Daneben war im Sommer Alfonsina Orsini zu ihnen geflohen, die Gemahlin des ehemaligen Tyrannen von Florenz.
Dass im März 1495 Montepulciano gegen die Herrschaft Florenz’ und für Siena rebelliert hatte, war fortwährender Gegenstand zwischen den beiden seit alters her rivalisierenden Stadtrepubliken. Geostrategisch ließen der Verlust bzw. die Kontrolle des Platzes nach der Absicherung von Florenz’ Herrschaft über die Val di Chiana fragen. Vor allem jedoch unterstützte Siena die auf den November 1494 zu datierende und spätestens seit der Jahreswende 1494/95 ungebremste Rebellion von Pisa gegen die Herrschaft von Florenz. Die Unterstützung stellte Pandolfo Petrucci in eine Reihe mit dem entsprechenden Vorgehen der Genuesen und der Lucchesen, so dass ein Verbund von Nachbarn die geschlagenen Wunden des gewöhnlich übermächtigen Florenz erhielt.
Mit Blick auf die Familienbündnisse von Siena waren die Belanti in der Zwischenzeit von Verbündeten zu Feinden der Petrucci geworden. Ebenso hatte Niccolò Borghese, ein einflussreicher Bürger und Literat, durch die Verbindung seiner Tochter Aurelia das Familienbündnis mit den Petrucci zunächst gestärkt. Ausgerechnet dieser Schwiegervater jedoch war bald das Haupt der Gegenpartei.
Einen Kulminationspunkt der Auseinandersetzung boten die Monate bis zum September 1498, als die Republik Venedig ihre verbündeten Söldnerführer über das Territorium von Siena zur Unterstützung der Rebellion von Pisa oder zu einem Einsatzangriff auf das südliche Gebiet der Florentiner entsenden wollte: Pandolfo wäre als Feind der Florentiner grundsätzlich bereit gewesen, der Bitte der Venezianer zu entsprechen. Da sein Schwiegervater für die Venezianer optiert hatte, fürchtete er jedoch einen Umsturz in Anbetracht etwaig herannahender Kriegsmacht. Daher war Pandolfo mit dem Abschluss eines Waffenstillstandes vom 13. September 1498 gegenüber den Florentinern friedfertig. Außerdem war Montepulciano Gegenstand, so die Auseinandersetzung zu ruhen hatte.

### Taktierer unter französischer und päpstlicher Bedrohung (1499–1512)
Als 1498/99 Ludwig XII. von Frankreich das Mailand von Ludovico Sforza bedrohte, war Pandolfo Petrucci eindeutig den Sforzeschi zuzurechnen. Entsprechend war er über die Bündnisverwicklungen hinweg kompromittiert, als der Herzog von Mailand stürzte: Nach dem Siegeszug der Franzosen vom Spätsommer 1499 fiel Pandolfo von Lodovico ab. Wohl aber reihte er sich wieder unter die Sforzeschi ein, als der gestürzte Herzog nach seiner Rückkehr aus Deutschland von Ende Januar bis Anfang April 1500 gegen die Franzosen focht und Hoffnung auf die Rückgewinnung des Herzogtums Mailand trug. Da die Franzosen erneut siegten, stand Pandolfo somit sozusagen auf der künftigen Abschussliste Ludwigs XII.
Da die Florentiner als treue Verbündete der Franzosen hofften, auch ihre Restitutionsfragen, darunter die Frage nach Montepulciano, für sich zu entscheiden, waren die Sienesen einmal mehr in der Defensive. Der Not gehorchend, führte Pandolfo jedoch einige Streiche zur Behauptung seiner Macht: Die Franzosen begegneten den Florentinern mit Illoyalität, da sie die Passage über die Toskana zum Zwecke eines in Aussicht genommenen neuen Zuges gegen Neapel zu sichern meinten. Erster Gipfelpunkt war das Debakel eines Söldnerheeres von Schweizern und Gascognern Anfang Juni 1500 vor Pisa. Pandolfo Petrucci indes nutzte wenige Tage später die tumultuöse Lage aus, um sich seiner Herrschaft in Siena zu versichern: Der Sohn von Niccolò Borghesi bot einen letzten glücklichen Vorwand, indem er den Cancelliere di Guardia anfiel und verletzte. Sodann konnte Pandolfo die feindliche Partei, die kurz zuvor noch auf fremde Hilfe gehofft haben mochte, aus der Stadt vertreiben. Niccolò Borghesi kam zu Tode.

In den Folgejahren war Pandolfo Petrucci einmal mehr gegen die Florentiner aufgestellt, indem er mit Papst Alexander VI. Borgia und dessen Sohn Cesare arrangierte. Ebenso stand er innerhalb dieser italienischen Partei den Medici, Vitellozzo Vitelli von Città di Castello, den Baglioni von Perugia und den Orsini nahe.

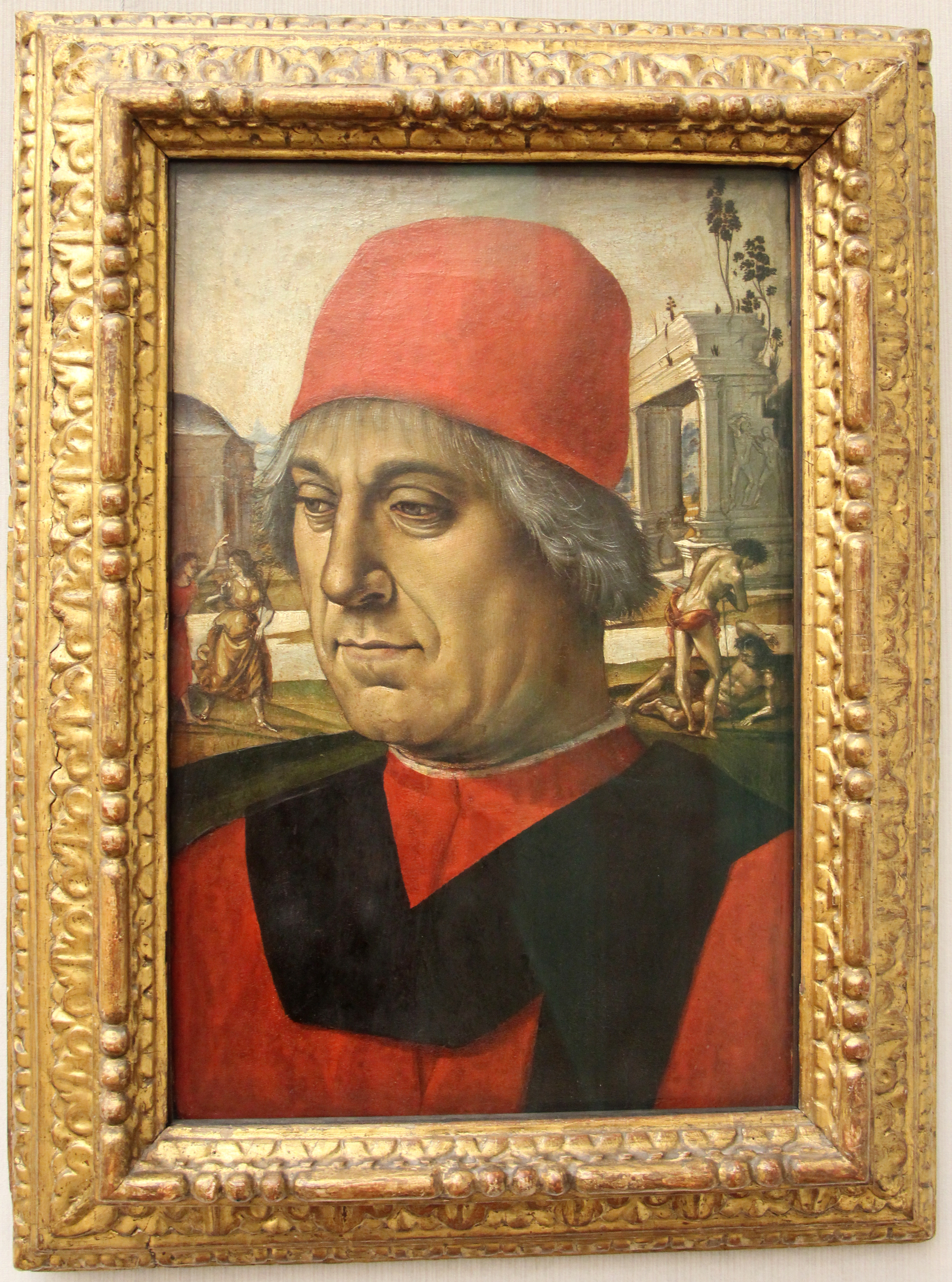
Gemälde von Luca Signorelli, um 1510, vermutlich P.Petrucci.

Als sich die Bundesgenossen in der Magione-Verschwörung im Herbst 1502 gegen die Borgia stellten, ließ sich Pandolfo von seinem Sekretär Antonio da Venafro im Rund der Konspiranten vertreten: Die Eroberungen der Borgia in den Gebieten der Kirche stimmten zu Misstrauen, insoweit die Wahl neuer Opfer auch die Reihen der Verbündeten treffen mochte. Da Cesare Borgia seinerseits mit dem sogenannten Inganno di Senigallia vom 31. Dezember 1502 die führenden Häupter zu Tode brachte, war der Tyrann von Siena jedoch neuerlich bedroht: Als Borgia in den ersten Januartagen 1503 heranzog, stellte sich die Frage, ob die Sienesen Pandolfo Petrucci preisgaben und opferten oder nicht. Glimpflich war das Ende, indem er am 30. Januar gemeinsam mit dem in Perugia gestürzten Gianpaolo Baglioni den Gang in das Exil nach Lucca antrat. Bereits Ende März kehrte Pandolfo ohne Schwierigkeiten zurück.
Brillant war Pandolfo Petrucci als Parteiherrscher in Bedrohungssituationen, insofern er sich hinter die einzuholende Meinung des Volkes zurückzog, falls er einer Entscheidung ausweichen wollte oder nicht die nötige Sicherheit hatte. Daher konnte er in Einzelsituationen hoffen, trotz seiner Führung im Zweifel nur als eines der vielen Häupter von Siena wahrgenommen zu werden. Daneben bildeten die Nove einen Verband von Parteileuten, welcher die Rückkehr vom Frühjahr 1503 absicherte.
Als die Franzosen trotz ihres Sieges im Krieg um Neapel vom Sommer 1501 zwischen Sommer 1502 und Sommer 1503 der Kriegsmacht Ferdinands des Katholischen unterlegen waren, besann sich Pandolfo auf die spanische Partei. Der Versuch, nach dem Tod Alexanders VI. Anfang September 1503 mit einem eilends entsandten Kriegsaufgebot die Herrschaft über das verwaiste Piombino an sich zu reißen, scheiterte jedoch an dem eiligen Einschreiten der Florentiner. Jene protegierten mit Erfolg die Rückkehr von Iacopo IV. Appiani, als jener im Zuge der Bewegungen, die den Untergang der Borgia begleiteten, auf die Rückgewinnung seiner Herrschaft zielte.
In der Zeit nach dem französisch-spanischen Waffenstillstand von Lyon vom Frühjahr 1504 stand Petrucci kontinuierlich an der Seite der Spanier und ihres Vizekönigs von Neapel, Gonzalo Fernández de Córdoba y Aguilar. Mit Blick auf die Florentiner hatte er eine Begegnung in diesem Bündnisgefüge, als im Sommer 1505 Niccolò Machiavelli als Unterhändler Siena aufsuchte. Pandolfo hatte versucht, die Sympathien der Spanier bezüglich einer Protektion der Pisaner und die Feindschaft der Orsini, der Vitelli und der Baglioni auszunutzen, um gegenüber den Florentinern ein übertriebenes Bedrohungsszenario auszumalen. Diese Finte stellte ein Bündnis von Siena und Florenz als Lohn in Aussicht und heftete ihr Auge auf den etwaigen Verzicht der Florentiner in der Frage nach Montepulciano. Allerdings entlarvte man das Manöver.
Als 1510 Papst Julius II. die Einigung der Italiener gegen die Franzosen betrieb und die Kirche an die Spitze des neuen Krieges stellte, war das Siena von Pandolfo Petrucci päpstlich gesinnt. Da der Pontifex darauf zielte, auch die Florentiner für sich zu gewinnen, willigte Pandolfo im Sommer 1511 in die Restitution von Montepulciano ein. Sein zweiter Sohn, Alfonso Petrucci, erhielt im Gegenzug einen Kardinalshut.
Das Ende des Krieges der Heiligen Liga von 1511 erlebte der Tyrann von Siena nicht mehr. Er starb am 21. Mai 1512 und hinterließ die Herrschaft seinem Sohn Borghese, der sie allerdings schon vier Jahre später auf Bestreben von Leo X. an Raffaele Petrucci abgeben musste. Seine letzte Ruhe fand er im Familiengrab in der Basilica dell’Osservanza.